# Springfield, Illinois
Springfield är huvudstad i delstaten Illinois, USA och huvudort i Sangamon County med 111 454 invånare (2000). 
Staden är säte för Illinois generalförsamling, guvernören och delstatens högsta domstol.

## Historik
Staden grundades 1818 och blev huvudstad i Illinois 1837 då den ersatte Vandalia. Bytet var till stor del Abraham Lincolns förtjänst eftersom han själv flyttade till staden samma år och bodde kvar där i 17 år. År 1847 erhöll Springfield fullständiga stadsrättigheter.